# Acianthera caldensis
Acianthera  caldensis é uma espécie de orquídea (Orchidaceae) originária do Brasil.